# Henschel Hs 130
Henschel Hs 130 – prototyp niemieckiego wysokościowego samolotu rozpoznawczo-bombowego z okresu II wojny światowej. 

## Historia
Maszyna powstała z inicjatywy Theodora Rowehla, dowódcy specjalnej jednostki rozpoznawczej Luftwaffe, który dostrzegł potencjał we wcześniejszej konstrukcji zakładów Henschla – Hs 128. Powstała ona w 1939 r. do testowania rozwiązań związanych z lotami na dużych wysokościach.
Reichsluftfahrtministerium zleciło opracowanie na bazie tej konstrukcji wysokościowego samolotu rozpoznawczego. Oblot nowej konstrukcji odbył się 23 maja 1940 r., pięć egzemplarzy przedseryjnych otrzymało oznaczenie Hs 130A. Do napędu zastosowano chłodzone cieczą silniki Daimler-Benz DB 601D, które okazały się zawodne i zostały wymienione na silniki DB 601R z jednostopniową sprężarką. Do prowadzenia rozpoznania maszyna została wyposażona w dwie kamery Rb75/30. Testy przeprowadzone w Echterdingen wykazały poważne problemy techniczne, które uniemożliwiały normalną eksploatację maszyny. Wprowadzone modyfikacje skutkowały zbudowaniem w listopadzie 1943 r. dwóch egzemplarzy wersji rozwojowej, w których zwiększono rozpiętość skrzydeł oraz zastosowano silniki DB 605B z doładowaniem podtlenkiem azotu. Dla zwiększenia zasięgu samolot mógł przenosić dodatkowe zbiorniki paliwa odrzucane w locie. Nowa konstrukcja otrzymała oznaczenie Hs 130A-0/U6. Te zmiany nie przyniosły poprawy osiągów i właściwości maszyny, z rozwoju tej wersji projektu zrezygnowano.
Równolegle trwały prace nad wersją bombową, której nadano oznaczenie Hs 130B. Przewidziano w nim zastosowanie silników gwiazdowych BMW 801 i zabudowanie komory bombowej w miejsce komory z wyposażeniem rozpoznawczym. Nie doszło do budowy prototypu tej wersji, zbudowano prototyp Hs 130C, który również miał przeznaczenie bombowe. Wprowadzone zmiany obejmowały zmniejszenie rozpiętości skrzydeł oraz dodanie zdalnie sterowanego uzbrojenia obronnego. Samolot miał przenosić 4000 kg bomb. Powstały trzy prototypy oznaczone jako Hs 130C V1, V2 i V3. W maszynach V1 i V2 zastosowano silniki gwiazdowe BMW 801, natomiast w V3 zamontowano uzbrojenie obronne oraz wyposażono go w silniki Daimler-Benz DB 603A. Prowadzono prace koncepcyjne nad wersją Hs 130D, która miała być maszyną rozpoznawczą, wyposażoną w silniki DB 605 wyposażone w dwustopniowe sprężarki. Do zbudowania prototypu tej wersji nie doszło.
Kolejną wersją rozwojową konstrukcji by Hs 130E (Reihe), który został wyposażony w dodatkowy silnik DB 605T umiejscowiony wewnątrz kadłuba samolotu. Jego zadaniem było napędzanie sprężarki wspomagającej pracę silników skrzydłowych DB 603B. Powstały trzy prototypy tradycyjnie oznaczone jako Hs 130E V1, V2 i V3. V1 został oblatany we wrześniu 1942 r., V2 w listopadzie. Po katastrofie drugiego prototypu w wyniku pożaru silnika rozpoczęto loty na V3. Przed ukończeniem testów Henschel otrzymał zamówienie na siedem samolotów serii przedprodukcyjnej oznaczonych jako Hs 130E-0, pierwszy z nich wystartował w maju 1943 r. Jednocześnie złożono zamówienie na 100 egzemplarzy wersji bombowej oznaczonej Hs 130E-1, ostatecznie zostało anulowane z uwagi na problemy z silnikiem DB 605T. Projektanci opracowali dodatkowo koncept wersji Hs 130F, która miała być wyposażona w cztery silniki BMW 801, ta wersja nie przeszła do etapu projektowego.
Ostatni sprawny egzemplarz Hs 130E został zniszczony pod koniec 1944 r. w wyniku alianckiego nalotu.

## Konstrukcja
Heschel Hs 130E był dwusilnikowym wysokościowym samolotem rozpoznawczo-bombowym w układzie dolnopłata o konstrukcji metalowej.
Płat jednodźwigarowy wyposażony był w klapy i dwudzielne lotki, które można było również wykorzystywać w roli klap podczas lądowania. Pod skrzydłami znajdowały się zaczepy do montowania dodatkowych zbiorników paliwa o pojemności 900 l każdy lub dwóch bomb o wagomiarze 500 kg. Kadłub o przekroju kołowym, w przedniej części mieścił hermetyzowaną kabinę załogi, za którą znajdował się zbiornik paliwa i przedział silnikowy. Usterzenie wolnonośne, krzyżowe o konstrukcji całkowicie metalowej. Podwozie chowane w locie do gondol silników, kółko ogonowe stałe. Napęd stanowiły dwa chłodzone cieczą dwunastocylindrowe silniki Daimler-Benz DB 603C, w kadłubie znajdował się dodatkowy silnik DB 605T o mocy 1475 KM napędzający dwustopniową sprężarkę. Chwyty powietrza silników DB 603 pod gondolami silnikowymi, do DB 605T pod kadłubem. Silniki napędzały czterołopatowe, przestawne w locie śmigła.